# Głos (partia polityczna)
Głos (ukr. Голос) – ukraińska partia polityczna o charakterze centrowym i liberalnym, założona w 2019 roku przez znanego ukraińskiego muzyka Światosława Wakarczuka.

## Wyniki wyborów

### Wybory do Rady Najwyższej Ukrainy
| Wybory | Głosy na listę | % głosów na listę | Mandaty lista/okręgi | Mandaty lista/okręgi | Razem  |
| ------ | -------------- | ----------------- | -------------------- | -------------------- | ------ |
| 2019   | 849 085        | 5.83              | 17                   | 3                    | 20/424 |